# Ultraviolet (álbum)
Ultraviolet  é o oitavo álbum de estúdio da banda finlandesa de rock Poets of the Fall. Foi lançado em 5 de outubro de 2018 com o selo Insomniac. Segundo a banda, o álbum segue a mesma linha de seu antecessor, sendo a 2a parte de uma trilogia de álbuns em torno de um mesmo tema.
Em 31 de janeiro de 2018 a banda lançou o primeiro single promocional do álbum, intitulado False Kings.

## Faixas
- Todas as músicas compostas por Poets of the Fall.

| N.º            | Título                     | Duração |  |
| 1.             | "Dancing On Broken Glass"  | 03:54   |  |
| 2.             | "My Dark Disquiet"         | 05:10   |  |
| 3.             | "False Kings"              | 03:31   |  |
| 4.             | "Fool's Paradise"          | 04:33   |  |
| 5.             | "Standstill"               | 03:47   |  |
| 6.             | "The Sweet Escape"         | 05:30   |  |
| 7.             | "Moments Before The Storm" | 04:26   |  |
| 8.             | "In A Perfect World"       | 04:46   |  |
| 9.             | "Angel"                    | 04:22   |  |
| 10.            | "Choir Of Cicadas"         | 05:04   |  |
| Duração total: | Duração total:             | 45:07   |  |

## Créditos
| - Marko Saaresto - Vocais - Jaska Mäkinen - Guitarra - Olli Tukiainen - Guitarra - Markus Kaarlonen - Teclados - Jani Snellman - Baixo elétrico - Jari Salminen - baterias | - Masterização – Svante Forsbäck - Mixagem – Markus Kaarlonen - Fotografia – Tiia Öhman - Trabalho de arte – Kalle Alanko, Marko Saaresto, Olli Haveri, Poickeus, Tatu Hurskainen |

## Desempenho nas Paradas de Sucesso
| Ano  | Paradas musicais        | Posição | Ref.  |
| ---- | ----------------------- | ------- | ----- |
| 2018 | Suomen virallinen lista | #1      | [ 4 ] |